# Boso de Granges
Boso II. de Granges († 2./13. Juli 1243) war von 1237 bis 1243 Bischof von Sitten.

## Leben
Boso entstammt dem im Mittelwallis begüterten Adelsgeschlecht Granges (Gradetsch). Er war 1208 Domherr in Sitten, von 1221 bis 1222 Kantor und zwischen 1222 und 1237 Dekan von Valeria. 1228 schenkte er dem Domkapitel die Eigenkirchen in Grengiols und Mörel, wobei der Domherr Walter de Chouson als erster Zeuge auftrat.
Boso wurde 1237 zum Bischof von Sitten gewählt und im April 1238 geweiht. Der Mensa von Sitten vermachte er 1242 sein Schloss in Granges.